# Scoliopteryx suffusa
Scoliopteryx suffusa là một loài bướm đêm trong họ Erebidae.